# Thomas Keller (Fußballspieler)
Thomas Leon Keller (* 5. August 1999 in München) ist ein deutscher Fußballspieler. Der Innenverteidiger steht beim 1. FC Heidenheim unter Vertrag und war deutscher Nachwuchsnationalspieler.

## Karriere

### Verein
Über Kellers Jugendjahre ist nur bekannt, dass der gebürtige Münchner bei der SpVgg Unterhaching im Umland der bayerischen Landeshauptstadt fußballerisch ausgebildet wurde.
Im Sommer 2017 wechselte er zum FC Ingolstadt 04, mit dessen A-Jugend er im DFB-Juniorenpokal spielte, jedoch im Achtelfinale gegen den SV Sandhausen ausschied. Am Saisonende konnte Ingolstadts U19 mit Keller als Meister in die A-Junioren-Bundesliga aufsteigen. Bereits zur Regionalligasaison 2018/19 wurde der Innenverteidiger fest in den Kader der zweiten Mannschaft integriert und lief 26-mal für sie auf. Durch den Abstieg der Profis aus der 2. Bundesliga folgte für die Reserve der Zwangsabstieg in die Bayernliga.
Unter dem neuen Cheftrainer Jeff Saibene erhielt Keller, der nach dem Abstieg mit einem bis Juni 2021 gültigen Profivertrag ausgestattet worden war, die Chance, sich in der ersten Mannschaft zu beweisen.
Zur Saison 2022/23 wechselte er ablösefrei zum 1. FC Heidenheim.

### Nationalmannschaft
Im September 2019 nominierte Bundestrainer Manuel Baum Keller für die deutsche U20 und somit erstmals für eine Nachwuchsnationalmannschaft des DFB.

## Erfolge
1. FC Heidenheim
- Meister 2. Bundesliga 2023 und Aufstieg in die Bundesliga

FC Ingolstadt 04
- Meister der A-Junioren-Bayernliga und Aufstieg in die A-Junioren-Bundesliga: 2018